# 222 Puppis
222 Puppis (j Puppis) é uma estrela na direção da Puppis. Possui uma ascensão reta de 07h 56m 51.56s e uma declinação de −22° 52′ 48.5″. Sua magnitude aparente é igual a 4.20. Considerando sua distância de 502 anos-luz em relação à Terra, sua magnitude absoluta é igual a −1.74. Pertence à classe espectral F7/F8II.